# Helene in Beieren
Helene Caroline Therese in Beieren, bijgenaamd Néné (München, 4 april 1834 — Regensburg, 16 mei 1890) was een dochter van hertog Maximiliaan Jozef in Beieren en Ludovika van Beieren.

## Beoogde verloofde van een keizer
In 1853 maakte de 19-jarige Helene met haar moeder en jongere zuster Elisabeth (Sisi) een reis naar het Oostenrijkse Ischl (tegenwoordig Bad Ischl), waar Helene de aandacht van de 23-jarige keizer Frans Jozef moest trekken. Deze viel echter op Elisabeth met wie hij vervolgens ook trouwde. Voor Helene, die al een beetje was "opgevoed" tot toekomstige keizerin van Oostenrijk, moet de afwijzing wel een teleurstelling zijn geweest. Helene trok zich helemaal terug op Possenhofen en ging zich meer bezighouden met religie.

## Nieuwe huwelijksplannen
Terwijl haar moeder Ludovika al gauw weer doorging met het zoeken naar een huwelijkskandidaat, zette de vroom-katholieke Helene zich, in de omgeving van de Starnberger See, in voor de armen, wat haar erg geliefd maakte.
De rijke familie von Thurn und Taxis deed regelmatig mee met de door hertog Maximilian Joseph georganiseerde hooggebergtejachten. Al lange tijd bestond er een goede band tussen de Thurn und Taxissen en de hertog. Waarschijnlijk kwam hertogin Ludovika hierdoor op het idee om te proberen dochter Helene en zoon Maximilian aan elkaar te koppelen. De familie von Thurn und Taxis werd uitgenodigd voor de jacht en Ludovika zorgde voor het eten na de jacht, waar ook haar oudste dochter bij zou zijn. Ludovika hoopte dat Helene en Maximilian elkaar leuk zouden vinden, wat ook gebeurde. Al gauw liet Maximilian blijken dat hij geen andere vrouw wilde dan Helene.

## Huwelijk
Op 24 augustus 1858 in Possenhofen trouwde Helene met prins Maximilian Anton Lamoral von Thurn und Taxis, zoon van Maximilian Karl von Thurn und Taxis. Helenes jongere zus, keizerin Elisabeth van Oostenrijk was niet bij het huwelijk aanwezig, omdat ze een aantal dagen daarvoor bevallen was van een zoon. 

Hertog Maximilian Joseph schonk het paar Schloß Biederstein in München, waar ze ook hun wittebroodsweken doorbrachten. In oktober verbleef het paar nog een aantal dagen in Ischl. Op 22 december 1858 trokken Maximilian en Helene officieel in Regensburg in, waar ze hartelijk werden begroet door de bevolking.

## Leven
In tegenstelling tot Elisabeth trok Helene zich niet publiekelijk terug en dat zorgde ervoor dat Helene al gauw geliefd werd bij de Regensburgse bevolking. Helene kreeg het bij haar man voor elkaar geld te krijgen voor haar sociale bezigheden. Al op 3 januari 1859 werd er in opdracht van Helene, 1000 gulden onder de armen verdeeld. Haar hele leven zou Helene zich bezighouden met sociale activiteiten en de armen.

Helene had in het begin van haar huwelijk twijfels over haar gevoelens voor haar man, helemaal toen ze verliefd werd op een andere man. Maar omdat ze nogal vroom was, en bang was in de hel te belanden vanwege haar zonde, koos ze toch helemaal voor haar man, wat resulteerde in een behoorlijk gelukkig huwelijk.

Maximilian en Helene kregen vier kinderen. De kinderen waren niet echt gezond. Ze waren regelmatig ziek. Een paar weken na de geboorte van Albert stierf Helenes man Maximilian aan een nierziekte, een grote tragedie voor Helene. Verrassend genoeg toonde keizer Frans Jozef I van Oostenrijk zich heel menselijk. Hij verleende Helene het recht van voogd over haar kinderen, iets waar haar schoonvader helemaal achterstond. Ook zorgde Helenes schoonvader ervoor dat Helene helemaal werd ingewijd in de regeringszaken toen hij voelde dat hij niet meer lang te leven had. Toen Helenes schoonvader, Maximilian Karl von Thurn und Taxis, stierf op 10 november 1871 werd Helene tot de meerderjarigheid van haar zoon Maximilian gezinshoofd van de familie.

Het leven werd voor de ouder wordende Helene steeds rustelozer en eenzamer en ze zocht meer en meer troost in de religie. De dood van haar dochter Elisabeth (ernstig verzwakt na de geboorte van haar kind), droeg hier natuurlijk ook aan bij.

Op 24 juni 1883 werd Maximilian meerderjarig en nam als zevende vorst van Thurn und Taxis de regering van het vorstelijke huis over. Helene kon het rustiger aan doen, maar niet voor lang. Maximilian stierf op 2 juni 1885 aan een onbekende ziekte en wederom werd Helene voogd totdat haar jongste zoon Albert meerderjarig zou worden, wat twee jaar later zou plaatsvinden.

## Overlijden
In 1890 werd Helene ernstig ziek. Albert had uit voorzorg keizerin Elisabeth ingelicht, die direct naar Regensburg kwam. Zoals ze hun hele leven hadden gedaan, praatten Elisabeth en Helene nu ook in het Engels. Zoals dochter Marie-Valerie ook in haar dagboek schreef over het laatste bezoek van Elisabeth bij Helene: ""Tante Néné, die helemaal niet in sterven geloofde, was blij mama te zien en zei tegen haar:
"Old Sisi!"
"We two have had hard puffs in our lives", zei mama.
"Yes, but we had hearts", antwoordde tante Néné.
Als mama vroeg of iets pijn deed, dan antwoordde ze:
"No, nothing"
Ze ijlde vaak, sprak vaak over haar man, over haar gestorven kinderen Bubi (Maximilian) en Elisabeth, en werd de laatste namiddag niet meer helder.
De artsen konden niets meer doen. Helene stierf op 16 mei 1890 om zeven uur 's avonds op 56-jarige leeftijd. Helene werd bijgezet in het familiegraf van de familie Thurn und Taxis. Bijna al haar familieleden waren bij de begrafenis, behalve keizer Franz Joseph. De keizer van Oostenrijk was niet aanwezig om de vrouw, de ooit voor hem geplande bruid, de laatste eer te bewijzen.

## Kinderen
- Louisa (1 juni 1859 - 20 juni 1948), huwde in 1879 met prins Frederik van Hohenzollern-Sigmaringen (1843-1904), een zoon van vorst Karel Anton van Hohenzollern-Sigmaringen
- Elisabeth Marie (28 mei 1860 - 7 februari 1881), huwde met Michaël van Bragança, zoon van de afgezette koning Michaël I van Portugal
- Maximilian Maria (24 juni 1862 - 2 juni 1885)
- Albert (9 mei 1867 - 22 januari 1953), huwde in 1890 met Margaretha Clementine van Oostenrijk (1870-1955), dochter van Jozef Karel Lodewijk van Oostenrijk.